# گریس شوکوس
گریس شوکوس سونگا (انگلیسی: Grace Shokkos Songa؛ زادهٔ ۴ اوت ۱۹۹۲) بازیکن هندبال زن اهل جمهوری دموکراتیک کنگو است که عضو تیم ملی هندبال زنان جمهوری دموکراتیک کنگو می‌باشد و در بازی‌های آفریقایی ۲۰۱۹ برندهٔ ۱ مدال برنز شده‌است.